# Porphyrinia intensa
Porphyrinia intensa är en fjärilsart som beskrevs av W. Warren 1913. Porphyrinia intensa ingår i släktet Porphyrinia och familjen nattflyn. Inga underarter finns listade i Catalogue of Life.